# Locomotiv GT
Locomotiv GT (LGT) je ena najvplivnejših skupin madžarske rock glasbe. V imenu skupine je GT okrajšava za Gran Turismo, ki se nanaša na dolgo pot pred člani skupine. Izvor istoimenskega simbola LGT ni razjasnjen: stilizirana parna lokomotiva je vso kariero spremljala skupino, pojavljala se je na naslovnicah albumov (eden izmed njih nosi ime 424 - Mozdonyopera) in na poslovilni koncert v Budimpešti so se člani pripeljali s pravo parno lokomotivo.

## Diskografija

### Albumi v madžarskem jeziku
- Locomotiv GT (1971)
- Ringasd el magad (1972)
- Bummm! (1973)
- Mindig magasabbra (1975)
- Locomotiv GT V (1976)
- Zene - Mindenki Másképp csinálja (1977)
- Mindenki (1978)
- Loksi (1980)
- Locomotiv GT X (1982)
- Ellenfél nélkül (1984)
- 424 - Mozdonyopera (1997)
- A fiúk a kocsmába mentek (2002)

### Albumi v angleščini
- Locomotiv GT (1973)
- All Aboard (1975)
- Motor City Rock (1976)
- Locomotiv GT (1980)
- Too Long (1983)
- Boxing (1985)
- Locomotiv GT ’74 USA (1987)